# Мігел Гарсія
Мігел Анжелу Мойта Гарсія (порт. Miguel Ângelo Moita Garcia, нар. 4 лютого 1983, Мора) — португальський футболіст, що грав на позиції захисника.
Виступав, зокрема, за «Спортінг», з яким став володарем Кубка і Суперкубка Португалії, а також молодіжну збірну Португалії.

## Клубна кар'єра
Народився 4 лютого 1983 року в місті Мора, де і розпочав займатись футболом. 1997 року потрапив до академії столичного «Спортінга».
У дорослому футболі дебютував 2002 року виступами за резервну команду «Спортінга», в якій взяв участь у 37 матчах чемпіонату, а 16 серпня 2003 року дебютував у першій команді в матчі проти «Академіки» (2:1). У сезоні 2004/05 Гарсія став основним гравцем лісабонців і 5 травня 2005 року він забив гол головою на останній хвилині додаткового часу у ворота АЗ, завдяки чому його клуб програв 2:3, але за рахунок правила гостьового голу вийшов до фіналу Кубка УЄФА. Там португальці поступилися московському ЦСКА з рахунком 1:3, а сам Гарсія відіграв матч повністю.
Влітку 2007 року у гравця закінчився контракт з рідним клубом і він перейшов до італійської «Реджини», проте через травму коліна не провів за команду жодного матчу. 17 березня наступного року контракт з гравцем був розірваний, після цього Гарсія ще цілий сезон залишався без клубу.
У липні 2009 року, після більш ніж двох років без матчів на офіційному рівні, Гарсія приєднався до клубу «Ольяненсі», новачка вищого португальського дивізіону. Тут захисник добре себе проявив, швидко ставши основним, і вже наприкінці грудня перейшов у «Брагу», уклавши контракт на півтора року, де мав замінити Жуана Перейру, що саме покинув команду. Наступного року Гарсія вдруге за кар'єру став фіналістом Ліги Європи УЄФА, проте і цього разу трофей здобути не вдалося — «Брага» поступилася у фінальному матчі «Порту» 0:1.
Влітку 2011 року Гарсія підписав дворічний контракт з «Ордуспором» з турецької Суперліги. Тут португалець провів два сезони, але після вильоту команди з вищого дивізіону покинув Туреччину і наступний сезон провів у «Мальорці», зігравши лише 10 ігор в іспанській Сегунді.
1 вересня 2014 року Гарсія приєднався до клубу «Норт-Іст Юнайтед» для участі в першому розіграші індійської Суперліги. Мігел був капітаном команди і зіграв у 13 з 14 ігор, але команда посіла останнє 8 місце. По завершенні турніру 15 січня наступного року він підписав контракт з клубом «Спортінг» (Гоа) з І-ліги, але повернувся до своєї попередньої команди 20 червня на другий розіграш Суперліги. Цього разу Гарсія зіграв лише одну гру чемпіонату проти «Керала Бластерс» 6 жовтня, в якій отримав серйозну травму ахіллового сухожилля і більше на полі не з'являвся.

## Виступи за збірну
Протягом 2004—2006 років залучався до складу молодіжної збірної Португалії, разом з якою брав участь у молодіжному чемпіонаті Європи 2004 року, де португальці здобули бронзові нагороди. Всього на  молодіжному рівні зіграв у 12 офіційних матчах.

## Статистика виступів

### Статистика клубних виступів
| Сезон           | Команда      | Ліга | Ігор | Голів |
| 2002–03         | «Спортінг Б» | ІІІ  | 35   | 0     |
| серп.-лис. 2003 | «Спортінг Б» | ІІІ  | 2    | 0     |
| лис. 2003–04    | «Спортінг»   | І    | 25   | 0     |
| 2004–05         | «Спортінг»   | І    | 14   | 0     |
| 2005–06         | «Спортінг»   | І    | 16   | 0     |
| 2006–07         | «Спортінг»   | І    | 6    | 0     |
| 2007-бер. 2008  | «Реджина»    | І    | 0    | 0     |
| 2009-січ. 2010  | «Ольяненсі»  | І    | 11   | 0     |
| січ.-черв. 2010 | «Брага»      | І    | 18   | 0     |
| 2010–11         | «Брага»      | І    | 3    | 0     |

## Титули і досягнення
- Володар Кубка Португалії (1):

«Спортінг»: 2006/07
- Володар Суперкубка Португалії (1):

«Спортінг»: 2007